# Aura Noir
Aura Noir é uma banda norueguesa de black e thrash metal.

## História
Em 1993 Aggressor (Carl-Michael Eide) e Apollyon (Ole Jørgen Moe) formaram a banda Aura Noir. Depois de enviarem algumas demos, foi gravado o primeiro EP, intitulado Dreams Like Deserts. Em 1996, o guitarrista da banda Mayhem, Blasphemer (Rune Eriksen) juntou-se à formação.  Ainda nesse ano, a banda gravou o primeiro álbum, Black Thrash Attack.
Em 2004 assinaram com a editora Tyrant Syndicate. Pouco depois é lançado o álbum The Merciless, que conta com a participação de Nattefrost (Carpathian Forest) e Fenriz nos vocais.
Em Março de 2005 Aggressor caiu de uma altura de dez metros, tendo ficado paralisado dos tornozelos para baixo. Após vários meses ele se recuperou, mas não tocaria mais bateria na banda.

## Membros
- Ole Jørgen Moe (aka Apollyon) – baixo, vocais, bateria, guitarra
- Carl-Michael Eide (aka Aggressor) – bateria (até 2005), baixo, vocais, guitarra
- Rune Eriksen (aka Blasphemer) – guitarra (1996-hoje)

## Discografia
- 1995 - Dreams Like Deserts (EP)
- 1996 - Black Thrash Attack
- 1998 - Deep Tracts of Hell
- 2004 - The Merciless
- 2008 - Hades Rise
- 2012 - Out to Die
- 2018 - Aura Noire[2]